# コガタセタカガメ属
コガタセタカガメ属（コガタセタカガメぞく、Pangshura）は、カメ目イシガメ科に属する属。模式種はテクタセタカガメ。

## 分布
インド、パキスタン、バングラデシュ

## 形態
最大種はテントセタカガメで最大甲長26.5cm。最小種はアッサムセタカガメで最大甲長20cm。オスに比べてメスの方が大型になる。第4椎甲板は細長く前部が尖り、第3椎間板とは僅かに接する。椎甲板には棘状の突起（キール）があり、特に第3、4椎甲板のキールは後ろに向けて尖る。そのため背甲が高く見える（しかしスミスセタカガメの背甲は比較的扁平）。背甲と腹甲の継ぎ目（橋）には腋下甲板と鼠蹊甲板がある。
オスは左右の股甲板の間の切れこみが浅く、切れこみの角度は急ではない。また尾が太長く尾をまっすぐに伸ばした状態では総排泄口全体が背甲の外側に位置する。メスは左右の股甲板の間の切れこみが深く、切れこみの角度が急。また尾が細いうえに短く尾をまっすぐに伸ばしても総排泄口が背甲よりも内側にある。

## 生態
流れの緩やかな河川やその周辺の池沼に生息する。水生傾向が強いが、岩や倒木に登り日光浴を行うことを好む。
食性は植物食傾向の強い雑食で、果物、水草、昆虫類、甲殻類、貝類、魚類等を食べる。幼体は動物食傾向が強いが、成長に伴い植物食傾向が強くなる。
繁殖形態は卵生。

## 分類
- Pangshura smithii　スミスセタカガメ　Brown-roofed turtle
- Pangshura sylhetensis　アッサムセタカガメ　Assam roofed turtle
- Pangshura tecta　テクタセタカガメ　Indian roofed turtle
- Pangshura tentoria　テントセタカガメ　Indian tent turtle

## 人間との関係
生息地では食用とされる。開発による生息地の破壊や、食用の乱獲等により生息数は減少している。
ペット用としても飼育されることもあり、日本にも輸入されている。アクアテラリウムで飼育される。遊泳性が強いため、大型のケージを用意し水量を多く取ると活発に泳ぎ回る。水質が悪化したり水道水で頻繁に水を変えて飼育すると、皮膚病や甲の腫瘍にかかりやすい。腹甲を傷つけにくく登りやすい陸場等によって体を乾かせる環境を作る必要がある。

## 画像

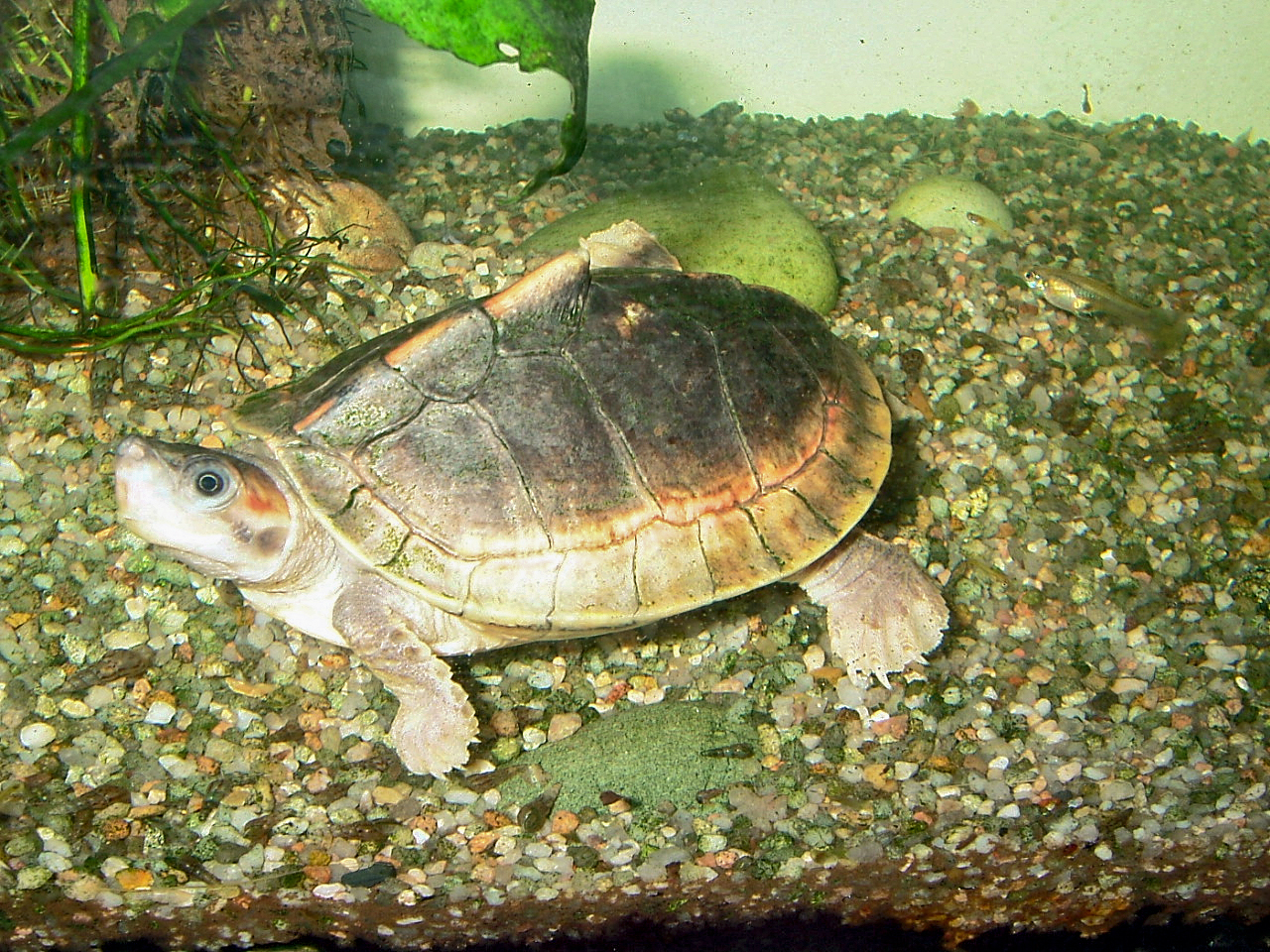
テントセタカガメ Pangshura tentoria